# Atentado de Bagdad de abril de 2016
El atentado de Bagdad de abril de 2016 fue un ataque terrorista suicida perpetrado con dos coches bomba en Bagdad, Irak el 30 de abril de 2016. El saldo del ataque fue de 38 personas muertas y otras 86 que resultaron heridas. El Estado Islámico de Irak y el Levante se atribuyó la autoría del ataque.

## Hechos
El 30 de abril de 2016, un automóvil explotó en el sureste de Bagdad, cerca de peregrinos chiitas que caminaban hacia el santuario de Kadhimiya. El saldo del ataque fue de al menos 38 muertos y otros 86 heridos, según funcionarios de la policía local. Otros funcionarios de seguridad del gobierno sugirieron que el objetivo era un mercado al aire libre.